# Бургштет
Бургштет (њем. Burgstädt) град је у њемачкој савезној држави Саксонија. Једно је од 61 општинског средишта округа Средња Саксонија. Према процјени из 2010. у граду је живјело 11.751 становника. Посједује регионалну шифру (AGS) 14522060.

## Географски и демографски подаци
Бургштет се налази у савезној држави Саксонија у округу Средња Саксонија. Град се налази на надморској висини од 311 метара. Површина општине износи 25,8 km². У самом граду је, према процјени из 2010. године, живјело 11.751 становника. Просјечна густина становништва износи 455 становника/km².